# Björn Dahlberg
Björn E. J.  Dahlberg (* 3. November 1949; † 30. Januar 1998) war ein schwedischer Mathematiker, der sich mit Harmonischer Analysis und angewandter Mathematik befasste.

## Leben
Dahlberg wurde 1971 bei Tord Ganelius an der Universität Göteborg promoviert (Growth properties of subharmonic functions). Er war Professor an der Universität Göteborg und an der Technischen Hochschule Chalmers.
Er ist für den Satz von Dahlberg bekannt, der ein Kriterium für das Verschwinden harmonischer Maße angibt.
Als Angewandter Mathematiker arbeitete zum Beispiel an Design-Software für die Autoindustrie (Volvo).
Kurz vor seinem Tod bewies er die Umkehrung des Vierscheitelsatzes. Dahlberg war verheiratet und hatte zwei Töchter.
1978 erhielt er den Salem-Preis.